# 209 (liczba)
209 (dwieście dziewięć) – liczba naturalna następująca po 208 i poprzedzająca 210.

## W matematyce
- Na grafie siatkowym 2 × 5 znajduje się 209 drzew rozpinających[1][2], 209 częściowych permutacji na czterech elementach[3][4] i 209 odrębnych nieskierowanych prostych grafów na 7 lub mniejszej liczbie nieoznaczonych wierzchołków[5][6]
- 209 to najmniejsza liczba z sześcioma reprezentacjami jako suma trzech dodatnich kwadratów[7]. Te reprezentacje to:
209 = 1 ² + 8 ² + 12 ² = 2 ² + 3 ² + 14 ² = 2 ² + 6 ² + 13 ² = 3 ² + 10 ² + 10 ² = 4 ² + 7 ² + 12 ² = 8 ² + 8 ² + 9 ².

Zgodnie z twierdzeniem Legendre’a o trzech kwadratach wszystkie liczby przystające do 1, 2, 3, 5 lub 6 mod 8 mają reprezentacje jako sumy trzech kwadratów, ale to twierdzenie nie wyjaśnia dużej liczby takich reprezentacji dla 209.
- 209 = 2 × 3 × 5 × 7 – 1, o jeden mniej niż iloczyn pierwszych czterech liczb pierwszych. Dlatego 209 jest liczbą Euklidesa drugiego rodzaju, zwaną także liczbą Kummera[8][9]. W jednym ze standardowych dowodów twierdzenia Euklidesa, że istnieje nieskończenie wiele liczb pierwszych, wykorzystuje się liczby Kummera, obserwując, że czynniki pierwsze dowolnej liczby Kummera muszą różnić się od liczb pierwszych we wzorze na iloczyn jako liczba Kummera. Jednak nie wszystkie liczby Kummera są liczbami pierwszymi i jako liczba półpierwsza (iloczyn dwóch mniejszych liczb pierwszych 11 × 19), 209 jest pierwszym przykładem złożonej liczby Kummera[10].